# Фридрих II (Хесен-Хомбург)
Вижте пояснителната страница за други личности с името Фридрих II.
Фридрих II фон Хесен-Хомбург (на немски: Friedrich II von Hessen-Homburg, Prinz von Homburg, * 30 март 1633 в Бад Хомбург, † 24 януари 1708 също там) от род Дом Хесен е ландграф на Хесен-Хомбург (1680 – 1708), известен като принца фон Хомбург.
Фридрих е седмото и последно дете на ландграф Фридрих I фон Хесен-Хомбург (1585 – 1638) и съпругата му графиня Маргарета Елизабет фон Лайнинген-Вестербург (1604 – 1667), дъщеря на граф Кристоф фон Лайнинген-Вестербург (1575 – 1635). Баща му умира през 1638 г., децата растат под опекунството на майка им.
На 16 години Фридрих пътува през Италия и Франция и започва да посещава университета в Женева, без да е истински записан.
През 1653 г. принц Фридрих фон Хесен-Хомбург е приет от херцог Вилхелм IV фон Саксония-Ваймар в литературното общество Fruchtbringende Gesellschaft.
През 1654 г. постъпва във войската като полковник при Карл X Густав, крал на Швеция. Фридрих е тежко ранен през 1659 г. при нападението на Копенхаген по време на втората нордска война и десният му крак е ампутиран. Става генерал-майор и получава дървена протеза. Напуска шведската си военна служба през 1661 г.
На 12 май 1661 г. той се жени в Стокхолм за шведската графиня и наследничка Маргарета Брахе, богата вдовица, която умира през 1669 г. С нейните средства той купува земи в Бранденбург и става приятел на великя курфюрст Фридрих Вилхелм. На 23 октомври 1670 г. той се жени в Кьолн (Берлин) за неговата племенница принцеса Луиза Елизабет от Курландия. През 1672 г. е генерал на кавалерията на бранденбурска служба и командир на всички трупи на Бранденбург.
След това живее в Бранденбург. След смъртта на втория му брат Георг Христиан, той освобождава ландграфство Хесен-Хомбург, заложено на Хесен-Дармщат и започва да живее там. През 1681 г., след смъртта на брат му Вилхелм Христоф, той поема като Фридрих II управлението в Хесен-Хомбург.
Той строи барок двореца в Хомбург. Заселва изгонените от Франция протестантски хугеноти и валдензи. Дворцовият алхимист Паул Андрих му прави протеза. През 1690 г. умира жена му, майка на 12 деца. На 59 години той се жени отново: този път за вдовицата София Сибила фон Лайнинген-Вестербург и отново става три пъти баща.
През 1708 г. Фридрих II умира в Хомбург, вероятно от пневмония, след последното му пътуване до Лайпциг при шведския крал Карл XII. Погребан е в гробницата на двореца.

## Фамилия
Фридрих II е женен три пъти. I. На 12 май 1661 г. в Стокхолм за графиня Маргарета Брахе (* 20 юни 1603, † 15 май 1669), дъщеря на Абрахам Брахе, граф цу Физингсберг, фрайхер цу Ридбохолм (1569 - 1630) и Елза Гилденстиерне (1577 - 1650); II. на 23 октомври 1670 г. в Кьолн ан дер Шпре за принцеса Луиза Елизабет от Курландия (* 12 август 1646, † 16 декември 1690), дъщеря на херцог Якоб Кетлер от Курландия (1610 – 1682) и съпругата му принцеса Луиза Шарлота фон Бранденбург (1617 – 1676); и III. на 15 ноември 1691 г. в Хомбург за графиня София Сибила фон Лайнинген-Вестербург (* 14 юли 1656; † 13 април 1724), вдовица на граф Йохан Лудвиг фон Лайнинген-Дагсбург-Фалкенбург в Гунтерсблум (1643 – 1687), втората дъщеря на граф Йохан Лудвиг фон Лайнинген-Вестербург (1625 – 1665) и съпругата му Сибила Кристина фон Вид (1631 – 1707).
Деца от втория брак с принцеса Луиза Елизабет фон Курландия (* 12 август 1646, † 16 декември 1690):
- Шарлота (1672 – 1738), ∞ 1694 херцог Йохан Ернст III фон Саксония-Ваймар (1664 – 1707)
- Фридрих III Якоб (1673 – 1746), ландграф на Хесен-Хомбург
- Карл Кристиан (1674 – 1695), убит при Намур в Пфалцската наследствена война
- Хедвиг Луиза (1675 – 1760), ∞ 1718 граф Адам Фридрих фон Шлибен (1677 – 1752)
- Филип (1676 – 1706), убит в битката на Шпайербах
- Вилхелмина Мария (1678 – 1770) ∞ 1711 граф Антон II фон Олденбург (1681 – 1738)
- Елеонора Маргарета (1679 – 1763), 1761 деканистка в манастир Херфорд
- Елизабет Франциска (1681 – 1707) ∞ 1702 княз Фридрих Вилхелм Адолф фон Насау-Зиген (1680 – 1722)
- Йохана Ернестина (1682 – 1698)
- Фердинанд (*/† 1683)
- Карл Фердинанд (1684 – 1688)
- Казимир Вилхелм (1690 – 1726)

От третия брак с графиня София Сибила фон Лайнинген-Вестербург (* 14 юли 1656; † 13 април 1724):
- Лудвиг Георг фон Хесен-Хомбург-Оебисфелде-Вининген (* 10 януари 1693; † 1 март 1728), женен на 28 май 1710 г. в Оберзонтхайм за графиня Кристина/Кристиана Магдалена Юлиана фон Лимпург-Зонтхайм (* 25 юни 1683, Шпекфелд; † 2 февруари 1746, Оберзонтхайм), дъщеря на граф Фолрат Шенк фон Лимпург (1641 – 1713) и София Елеонора фон Лимпург-Гайлдорф (1655 – 1722)
- Фридерика София (1693 – 1694)
- Леополд (*/† 1695)